# Gran Premio motociclistico di Germania 2018
Il Gran Premio motociclistico di Germania 2018 è stato la nona prova del motomondiale del 2018, nonché 67ª edizione valevole come GP del campionato del mondo. Si è svolto il 15 luglio sul circuito del Sachsenring e ha visto la vittoria di: Marc Márquez in MotoGP, Brad Binder in Moto2 e Jorge Martín in Moto3.

## MotoGP

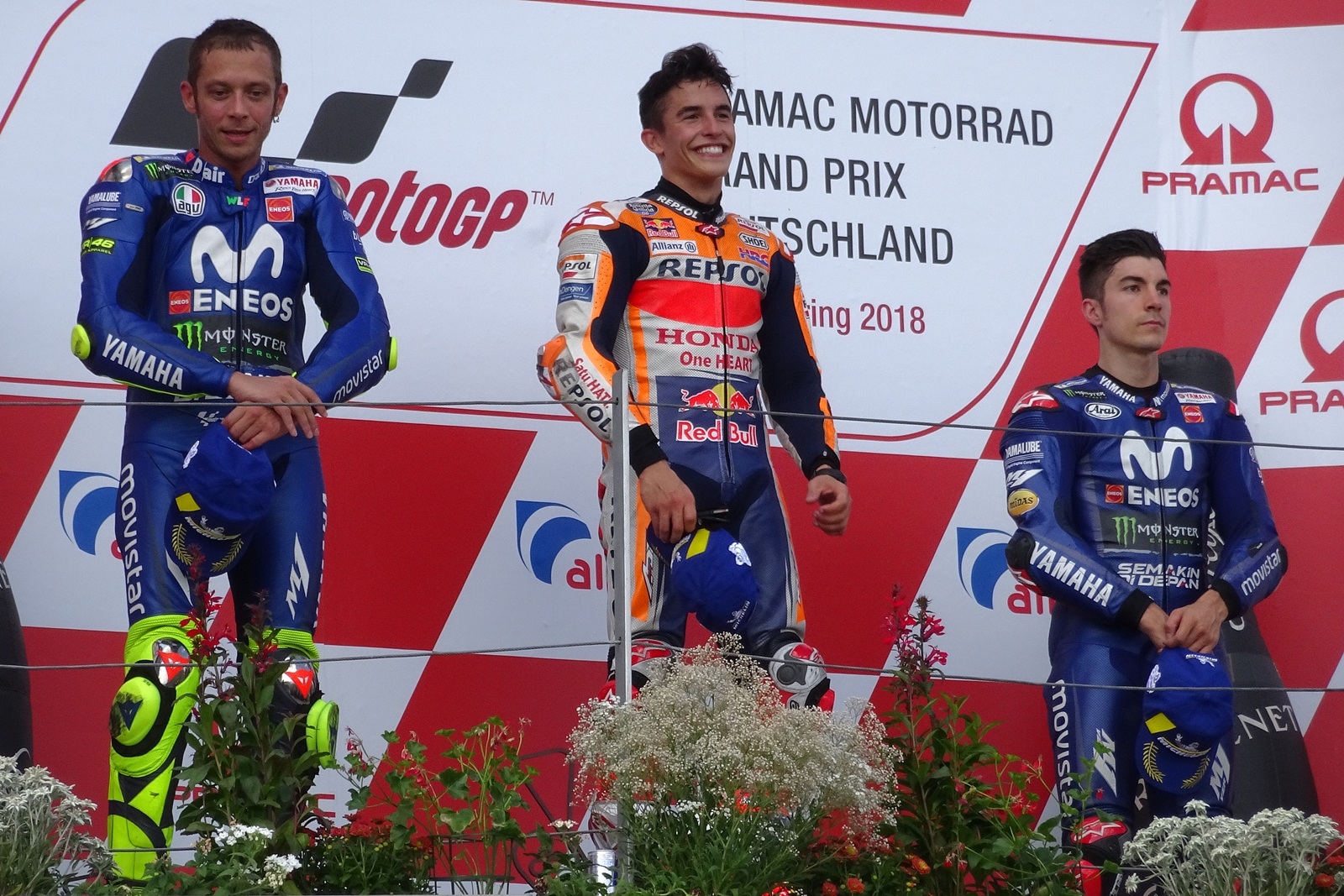
Rossi (secondo), Márquez (vincitore) e Viñales (terzo), sul podio al termine della gara della classe MotoGP

Nona vittoria consecutiva nel Gran Premio motociclistico di Germania, settima in Moto GP, per il pilota spagnolo Marc Márquez che ha preceduto sul traguardo l'italiano Valentino Rossi e l'altro spagnolo Maverick Viñales. Anche la classifica provvisoria del campionato è capeggiata dagli stessi tre piloti nell'ordine.

### Arrivati al traguardo
| Pos. | Nº | Pilota           | Squadra                     | Motocicletta       | Giri | Tempo     | Griglia | Punti |
| ---- | -- | ---------------- | --------------------------- | ------------------ | ---- | --------- | ------- | ----- |
| 1º   | 93 | Marc Márquez     | Repsol Honda                | Honda RC213V       | 30   | 41'05.019 | 1º      | 25    |
| 2º   | 46 | Valentino Rossi  | Movistar Yamaha             | Yamaha YZR-M1      | 30   | +2,196    | 6º      | 20    |
| 3º   | 25 | Maverick Viñales | Movistar Yamaha             | Yamaha YZR-M1      | 30   | +2,776    | 4º      | 16    |
| 4º   | 9  | Danilo Petrucci  | Alma Pramac Racing          | Ducati Desmosedici | 30   | +3,376    | 2º      | 13    |
| 5º   | 19 | Álvaro Bautista  | Ángel Nieto Team            | Ducati Desmosedici | 30   | +5,183    | 9º      | 11    |
| 6º   | 99 | Jorge Lorenzo    | Ducati Team                 | Ducati Desmosedici | 30   | +5,78     | 3º      | 10    |
| 7º   | 4  | Andrea Dovizioso | Ducati Team                 | Ducati Desmosedici | 30   | +7,941    | 5º      | 9     |
| 8º   | 26 | Dani Pedrosa     | Repsol Honda                | Honda RC213V       | 30   | +12,711   | 10º     | 8     |
| 9º   | 5  | Johann Zarco     | Monster Yamaha Tech 3       | Yamaha YZR-M1      | 30   | +14,428   | 14º     | 7     |
| 10º  | 38 | Bradley Smith    | Red Bull KTM Factory Racing | KTM RC16           | 30   | +21,474   | 17º     | 6     |
| 11º  | 55 | Hafizh Syahrin   | Monster Yamaha Tech 3       | Yamaha YZR-M1      | 30   | +25,809   | 18º     | 5     |
| 12º  | 29 | Andrea Iannone   | Suzuki Ecstar               | Suzuki GSX-RR      | 30   | +25,963   | 8º      | 4     |
| 13º  | 53 | Esteve Rabat     | Reale Avintia Raing         | Ducati Desmosedici | 30   | +29,04    | 19º     | 3     |
| 14º  | 43 | Jack Miller      | Alma Pramac Racing          | Ducati Desmosedici | 30   | +29,325   | 15º     | 2     |
| 15º  | 45 | Scott Redding    | Aprilia Racing Team Gresini | Aprilia RS-GP      | 30   | +34,123   | 20º     | 1     |
| 16º  | 6  | Stefan Bradl     | EG 0,0 Marc VDS             | Honda RC213V       | 30   | +38,207   | 21º     |       |
| 17º  | 12 | Thomas Lüthi     | EG 0,0 Marc VDS             | Honda RC213V       | 30   | +49,369   | 22º     |       |
| 18º  | 17 | Karel Abraham    | Ángel Nieto Team            | Ducati Desmosedici | 30   | +1'01.022 | 23º     |       |
| 19º  | 10 | Xavier Siméon    | Reale Avintia Raing         | Ducati Desmosedici | 30   | +1'16.692 | 24º     |       |

### Ritirati
| Nº | Pilota           | Squadra                     | Motocicletta  | Giri | Griglia |
| -- | ---------------- | --------------------------- | ------------- | ---- | ------- |
| 35 | Cal Crutchlow    | LCR Honda Castrol           | Honda RC213V  | 9    | 7º      |
| 30 | Takaaki Nakagami | LCR Honda Idemitsu          | Honda RC213V  | 4    | 12º     |
| 42 | Álex Rins        | Suzuki Ecstar               | Suzuki GSX-RR | 0    | 11º     |
| 44 | Pol Espargaró    | Red Bull KTM Factory Racing | KTM RC16      | 0    | 16º     |

### Non partiti
| Nº | Pilota          | Squadra                     | Motocicletta  |
| -- | --------------- | --------------------------- | ------------- |
| 41 | Aleix Espargaró | Aprilia Racing Team Gresini | Aprilia RS-GP |
| 36 | Mika Kallio     | Red Bull KTM Factory Racing | KTM RC16      |

## Moto2

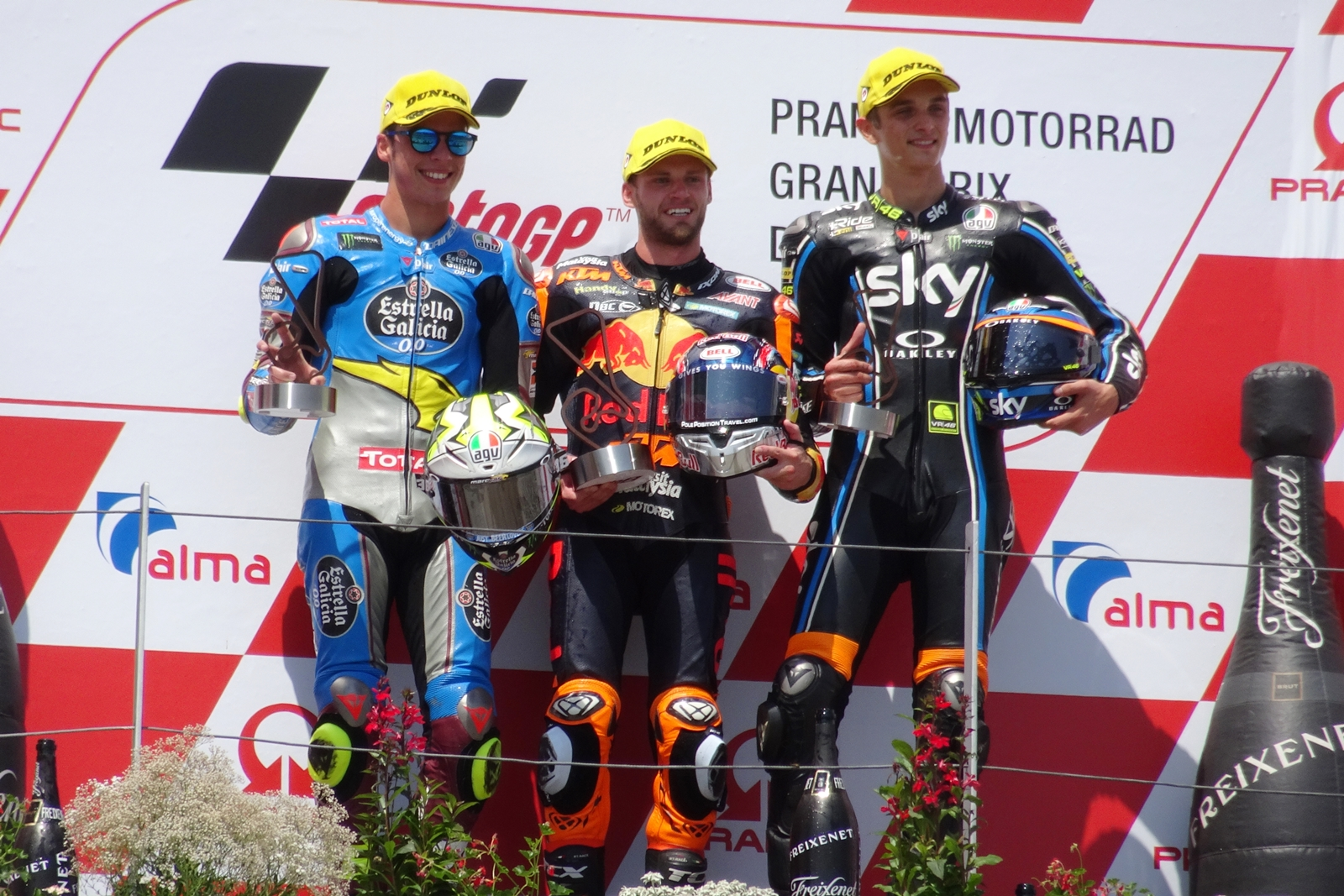
Il podio della gara della classe Moto2, composto da: Mir (secondo), Binder (primo) e Marini (terzo)

Prima vittoria nella categoria per il pilota sudafricano Brad Binder che ha preceduto lo spagnolo Joan Mir al suo miglior risultato nella categoria e l'italiano Luca Marini al suo primo podio in carriera nel motomondiale.
La classifica provvisoria vede sempre in testa l'italiano Francesco Bagnaia che precede di 7 punti il portoghese Miguel Oliveira.

### Arrivati al traguardo
| Pos. | Nº | Pilota             | Squadra                        | Motocicletta       | Giri | Tempo     | Griglia | Punti |
| ---- | -- | ------------------ | ------------------------------ | ------------------ | ---- | --------- | ------- | ----- |
| 1º   | 41 | Brad Binder        | Red Bull KTM Ajo               | KTM                | 28   | 39'46.306 | 10º     | 25    |
| 2º   | 36 | Joan Mir           | EG 0,0 Marc VDS                | Kalex              | 28   | +0,779    | 8º      | 20    |
| 3º   | 10 | Luca Marini        | SKY Racing Team VR46           | Kalex              | 28   | +0,933    | 2º      | 16    |
| 4º   | 44 | Miguel Oliveira    | Red Bull KTM Ajo               | KTM                | 28   | +2,143    | 15º     | 13    |
| 5º   | 22 | Sam Lowes          | Swiss Innovative Investors     | KTM                | 28   | +6,376    | 4º      | 11    |
| 6º   | 23 | Marcel Schrötter   | Dynavolt Intact GP             | Kalex              | 28   | +6,513    | 9º      | 10    |
| 7º   | 97 | Xavi Vierge        | Dynavolt Intact GP             | Kalex              | 28   | +15,544   | 6º      | 9     |
| 8º   | 24 | Simone Corsi       | Tasca Racing                   | Kalex              | 28   | +15,674   | 19º     | 8     |
| 9º   | 20 | Fabio Quartararo   | MB Conveyors - Speed Up Racing | Speed Up           | 28   | +16,004   | 18º     | 7     |
| 10º  | 9  | Jorge Navarro      | Federal Oil Gresini            | Kalex              | 28   | +16,005   | 16º     | 6     |
| 11º  | 87 | Remy Gardner       | Tech 3 Racing                  | Tech 3 Mistral 610 | 28   | +16,596   | 20º     | 5     |
| 12º  | 42 | Francesco Bagnaia  | SKY Racing Team VR46           | Kalex              | 28   | +17,304   | 3º      | 4     |
| 13º  | 73 | Álex Márquez       | EG 0,0 Marc VDS                | Kalex              | 28   | +17,458   | 7º      | 3     |
| 14º  | 77 | Dominique Aegerter | Kiefer Racing                  | KTM                | 28   | +18,138   | 23º     | 2     |
| 15º  | 40 | Augusto Fernández  | Pons HP40                      | Kalex              | 28   | +23,816   | 13º     | 1     |
| 16º  | 13 | Romano Fenati      | Marinelli Snipers              | Kalex              | 28   | +24,611   | 11º     |       |
| 17º  | 89 | Khairul Idham Pawi | Idemitsu Honda Team Asia       | Kalex              | 28   | +25,617   | 24º     |       |
| 18º  | 4  | Steven Odendaal    | NTS RW Racing GP               | NTS                | 28   | +28,019   | 22º     |       |
| 19º  | 27 | Iker Lecuona       | Swiss Innovative Investors     | KTM                | 28   | +28,173   | 25º     |       |
| 20º  | 64 | Bo Bendsneyder     | Tech 3 Racing                  | Tech 3 Mistral 610 | 28   | +36,398   | 21º     |       |
| 21º  | 51 | Eric Granado       | Forward Racing                 | Suter MMX          | 28   | +40,199   | 28º     |       |
| 22º  | 16 | Joe Roberts        | NTS RW Racing GP               | NTS                | 28   | +41,509   | 30º     |       |
| 23º  | 21 | Federico Fuligni   | Tasca Racing                   | Kalex              | 28   | +1'04.024 | 31º     |       |
| 24º  | 18 | Xavier Cardelús    | Team Stylobike                 | Kalex              | 27   | +1 giro   | 32º     |       |
| 25º  | 62 | Stefano Manzi      | Forward Racing                 | Suter MMX          | 21   | +7 giri   | 27º     |       |

### Ritirati
| Nº | Pilota              | Squadra                        | Motocicletta | Giri | Griglia |
| -- | ------------------- | ------------------------------ | ------------ | ---- | ------- |
| 32 | Isaac Viñales       | SAG Team                       | Kalex        | 16   | 14º     |
| 52 | Danny Kent          | MB Conveyors - Speed Up Racing | Speed Up     | 7    | 12º     |
| 45 | Tetsuta Nagashima   | Idemitsu Honda Team Asia       | Kalex        | 4    | 26º     |
| 7  | Lorenzo Baldassarri | Pons HP40                      | Kalex        | 2    | 5º      |
| 54 | Mattia Pasini       | Italtrans Racing               | Kalex        | 1    | 1º      |
| 5  | Andrea Locatelli    | Italtrans Racing               | Kalex        | 1    | 17º     |

### Non partito
| Nº | Pilota       | Squadra         | Motocicletta | Griglia |
| -- | ------------ | --------------- | ------------ | ------- |
| 95 | Jules Danilo | Nashi Argan SAG | Kalex        | 29º     |

## Moto3

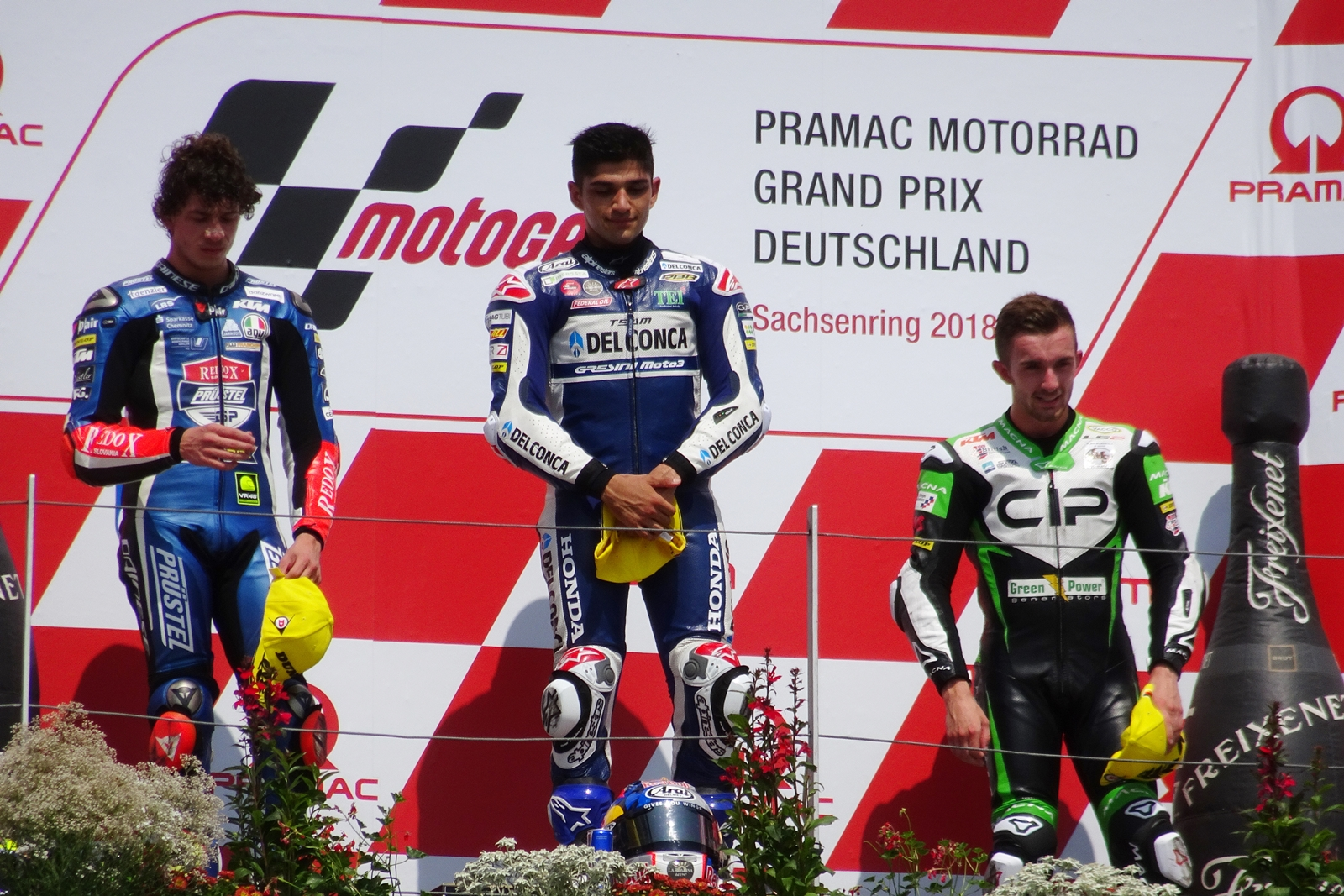
Bezzecchi (secondo), Martín (primo) e McPhee (terzo), compongono il podio della gara della classe Moto3

Quinta vittoria stagionale per il pilota spagnolo Jorge Martín che era partito anche dalla pole position; ha preceduto sul traguardo l'italiano Marco Bezzecchi che lo segue anche nella classifica parziale del campionato. Al terzo posto il britannico John McPhee.

### Arrivati al traguardo
| Pos. | Nº | Pilota              | Squadra                   | Motocicletta  | Giri | Tempo     | Griglia | Punti |
| ---- | -- | ------------------- | ------------------------- | ------------- | ---- | --------- | ------- | ----- |
| 1º   | 88 | Jorge Martín        | Del Conca Gresini         | Honda NSF250R | 27   | 39'36.427 | 1º      | 25    |
| 2º   | 12 | Marco Bezzecchi     | Redox PrüstelGP           | KTM           | 27   | +2,515    | 7º      | 20    |
| 3º   | 17 | John McPhee         | CIP - Green Power         | KTM           | 27   | +2,571    | 8º      | 16    |
| 4º   | 42 | Marcos Ramírez      | Bester Capital Dubai      | KTM           | 27   | +2,936    | 2º      | 13    |
| 5º   | 44 | Arón Canet          | Estrella Galicia 0,0      | Honda NSF250R | 27   | +3,028    | 5º      | 11    |
| 6º   | 5  | Jaume Masiá         | Bester Capital Dubai      | KTM           | 27   | +3,341    | 4º      | 10    |
| 7º   | 84 | Jakub Kornfeil      | Redox PrüstelGP           | KTM           | 27   | +3,532    | 21º     | 9     |
| 8º   | 65 | Philipp Öttl        | Sudmetal Schedl GP Racing | KTM           | 27   | +4,886    | 13º     | 8     |
| 9º   | 25 | Raúl Fernández      | Red Bull KTM Ajo          | KTM           | 27   | +5,383    | 14º     | 7     |
| 10º  | 71 | Ayumu Sasaki        | Petronas Sprinta Racing   | Honda NSF250R | 27   | +5,486    | 9º      | 6     |
| 11º  | 7  | Adam Norrodin       | Petronas Sprinta Racing   | Honda NSF250R | 27   | +5,61     | 18º     | 5     |
| 12º  | 16 | Andrea Migno        | Ángel Nieto Team          | KTM           | 27   | +9,938    | 25º     | 4     |
| 13º  | 48 | Lorenzo Dalla Porta | Leopard Racing            | Honda NSF250R | 27   | +10,027   | 17º     | 3     |
| 14º  | 8  | Nicolò Bulega       | SKY Racing Team VR46      | KTM           | 27   | +10,36    | 23º     | 2     |
| 15º  | 22 | Kazuki Masaki       | RBA BOE Skull Rider       | KTM           | 27   | +10,467   | 22º     | 1     |
| 16º  | 23 | Niccolò Antonelli   | SIC58 Squadra Corse       | Honda NSF250R | 27   | +11,514   | 16º     |       |
| 17º  | 14 | Tony Arbolino       | Marinelli Snipers         | Honda NSF250R | 27   | +11,712   | 6º      |       |
| 18º  | 27 | Kaito Toba          | Honda Team Asia           | Honda NSF250R | 27   | +20,039   | 24º     |       |
| 19º  | 10 | Dennis Foggia       | SKY Racing Team VR46      | KTM           | 27   | +31,237   | 27º     |       |
| 20º  | 43 | Luca Grünwald       | Freudenberg Racing        | KTM           | 27   | +32,768   | 26º     |       |
| 21º  | 81 | Stefano Nepa        | CIP - Green Power         | KTM           | 27   | +41,058   | 30º     |       |

### Ritirati
| Nº | Pilota                 | Squadra                  | Motocicletta  | Giri | Griglia |
| -- | ---------------------- | ------------------------ | ------------- | ---- | ------- |
| 19 | Gabriel Rodrigo        | RBA BOE Skull Rider      | KTM           | 24   | 12º     |
| 32 | Ai Ogura               | Asia Talent              | Honda NSF250R | 24   | 19º     |
| 33 | Enea Bastianini        | Leopard Racing           | Honda NSF250R | 22   | 3º      |
| 72 | Alonso Lopez           | Estrella Galicia 0,0     | Honda NSF250R | 22   | 20º     |
| 75 | Albert Arenas          | Ángel Nieto Team         | KTM           | 20   | 11º     |
| 77 | Vicente Pérez          | Reale Avintia Academy 77 | KTM           | 18   | 28º     |
| 41 | Nakarin Atiratphuvapat | Honda Team Asia          | Honda NSF250R | 16   | 29º     |
| 21 | Fabio Di Giannantonio  | Del Conca Gresini        | Honda NSF250R | 15   | 10º     |
| 24 | Tatsuki Suzuki         | SIC58 Squadra Corse      | Honda NSF250R | 5    | 15º     |